# 手摇饮料

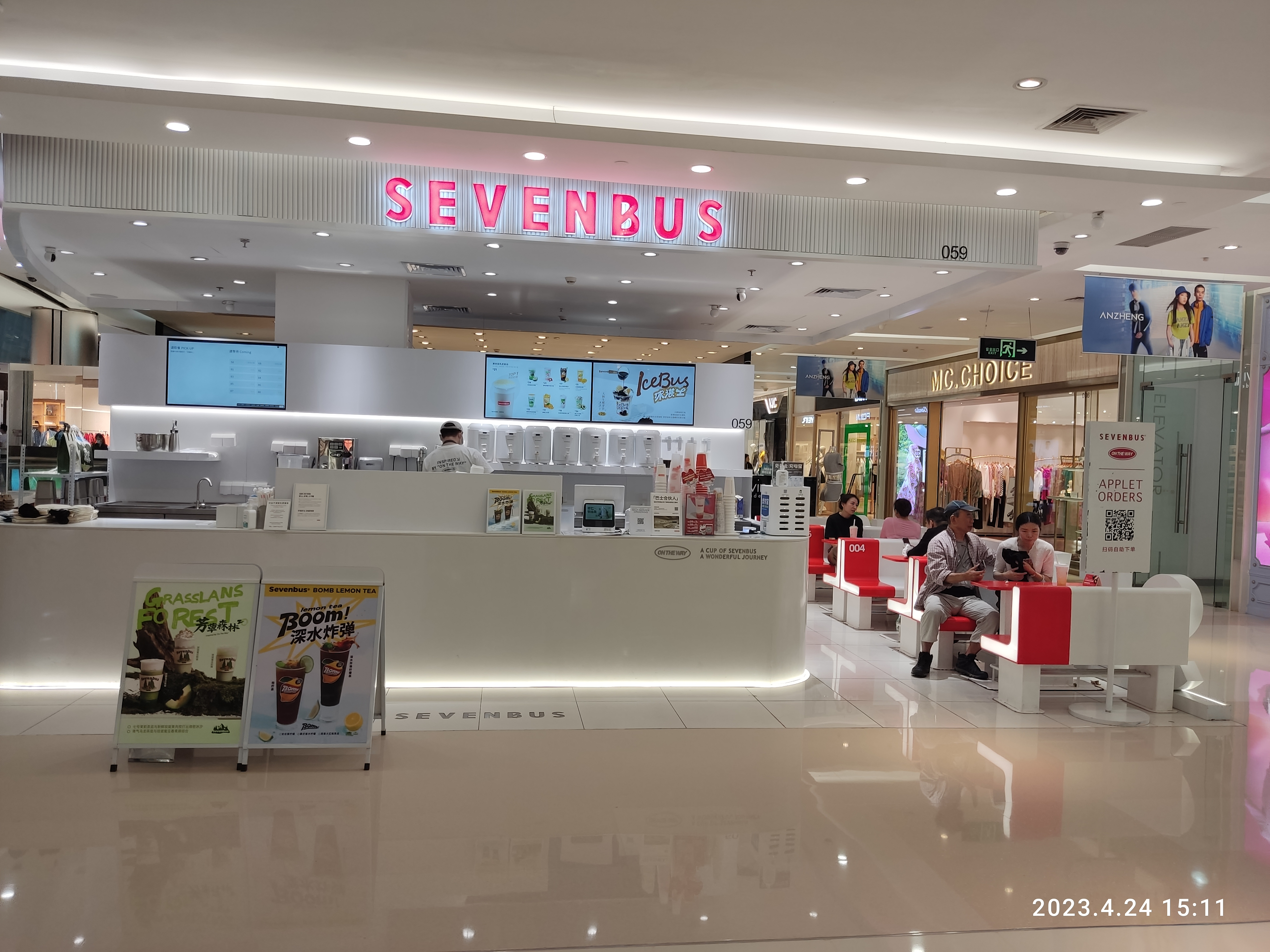
一家手揺饮料店

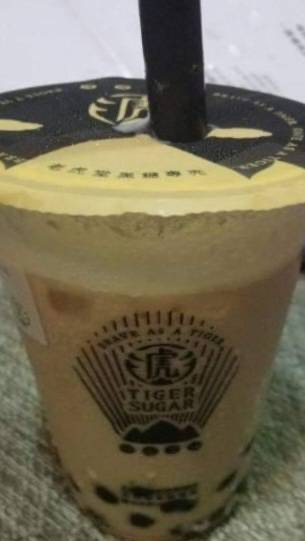
一杯手搖飲

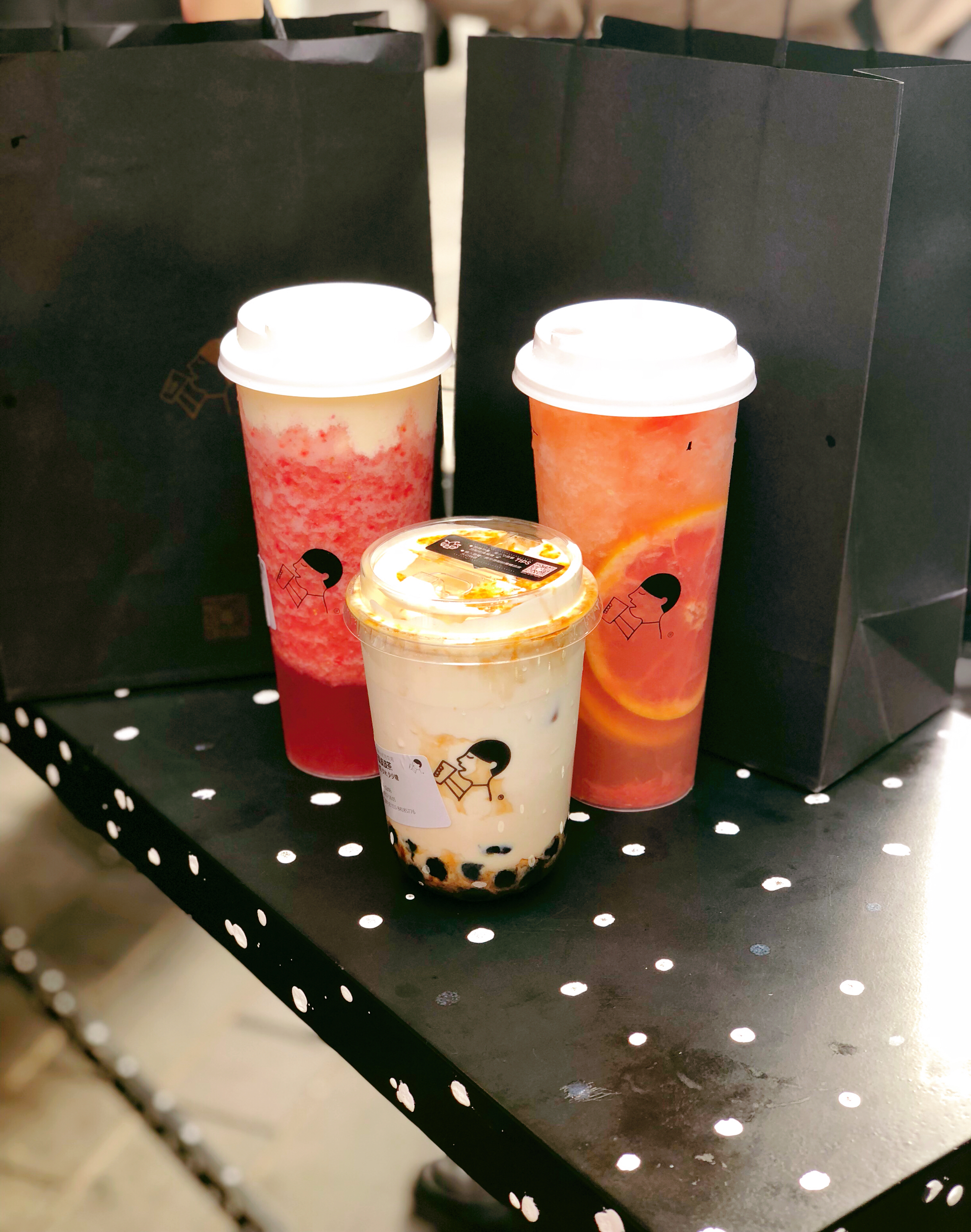
手搖飲的摆拍

手搖飲料，是指现场用茶叶、水果、乳汁及其制品等原辅料通过色彩搭配、造型和营养成分配比等调制而成的口味多元化饮料。比如珍珠奶茶、奶盖茶、柠檬茶、泡沫红茶、黑糖鲜奶、木瓜牛乳、烧仙草饮料等。
现調茶饮品牌在1980年代起源于台湾，起于台湾的茶飲料产业正在世界各地扩张，亞太區以中國大陸為主要成長市場。21世纪10年代起，新式茶饮行业成为中国大陆餐饮行业中急速增长的部门，喜茶、CoCo都可、一点点、奈雪的茶、蜜雪冰城等品牌在各大城市快速扩张，形成新式茶饮行业。

## 历史
20世纪80年代興起於臺灣中南部的泡沫紅茶店，影響了後來的手搖飲料發展。臺灣旧时有路邊攤售卖「紅茶冰」，這種飲料裡面多半會添加一點決明子或香草粉，味道比較老派。
泡沫紅茶店顧名思義，主打商品就是加了糖漿與冰塊、再用雪克杯搖出泡泡的調味紅茶。在美援年代台灣出現不少酒吧，雪克杯應在此時傳入，台灣人用調酒用的雪克杯來調製飲料。泡沫紅茶的特色就是便宜，賣價跟成本都很低廉。相對於茶藝館裡一斤動輒數千元的高山烏龍，泡沫紅茶的消費情境，就是消暑解渴。
最典型的例子是後來一手打造出「快可立」，參與推動了臺灣第一波手搖飲料浪潮的黃普光夫婦，他們在20世纪80年代初期於臺中公園附近開泡沫紅茶店起家。 日後更衍伸出百家爭鳴的大量手搖杯品牌，每間都有其特色手搖飲，如各種珍珠奶茶與水果類手搖飲。

### 中国大陆新式茶饮
21世纪10年代起，各式茶饮品牌在中国大陆各地快速扩张门店，形成业界称之为新式茶饮的行业。2007年，台湾CoCo都可进入中国大陆市场；2011年，台湾五十岚以“一点点”品牌进入中国大陆；2012年，喜茶首店开在广东江门。2015年以后，这一类茶饮品牌迅速扩张，喜茶、奈雪的茶将许多门店设在中国大陆一线城市的购物中心，吸引大量人群购买；同时以外卖等互联网销售模式助长，令“新式茶饮”成为一二线城市年轻人青睐的消费品。
2018年全年，美团外卖的“奶茶”（中国大陆对手摇饮料的统称）订单量突破2.1亿单，远超咖啡品类的订单量，“奶茶”成为外卖平台上的热搜词。2018年，新式茶饮的消费者中，女性消费者占四分之三，30岁以下消费者占七成。2020年，中国大陆新式茶饮行业市场规模为772.9亿元人民币，且呈快速增长趋势。

## 手搖飲品牌

### 中国大陆

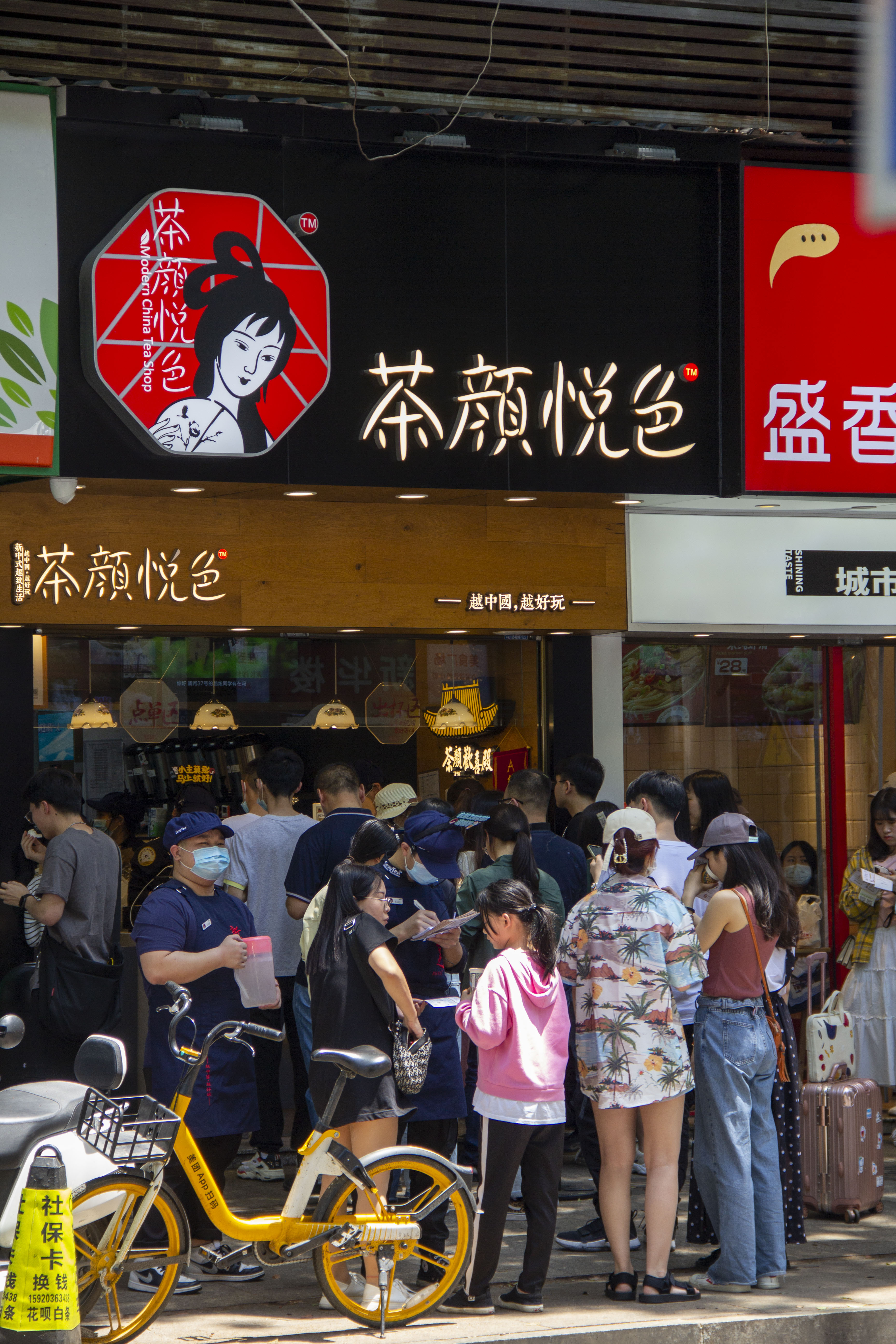
中国大陆手搖飲品牌茶颜悦色门庭若市

- 喜茶
- 古茗
- 茶颜悦色
- 奈雪的茶
- 蜜雪冰城
- 書亦燒仙草
- 乐乐茶
- 茶百道
- 霸王茶姬

### 臺灣
- 貢茶
- 快可立
- 五十嵐
- CoCo都可
- 一芳水果茶
- 春水堂人文茶館
- 迷客夏
- 茶湯會
- 清心福全
- COMEBUY
- 麻古茶坊